# Micromacromia miraculosa
Micromacromia miraculosa är en trollsländeart som först beskrevs av W. Foerster 1906.  Micromacromia miraculosa ingår i släktet Micromacromia och familjen segeltrollsländor. IUCN kategoriserar arten globalt som akut hotad. Inga underarter finns listade i Catalogue of Life.